# Срђан Кољевић
Срђан Кољевић (Сарајево, 31. децембар 1966 — Београд, 8. јул 2023) био је српски филмски сценариста, редитељ и универзитетски професор. Кољевић је био редовни професор на Катедри за драматургију Факултета Драмских Уметности у Београду. Био је један од најактивнијих и најнаграђиванијих сценариста у Србији и региону и вишеструки добитник свих националних признања за стваралаштво у области филмског сценарија.

## Биографија
Рођен је 31. децембра 1966. године у Сарајеву. Отац му је Никола Кољевић. Дипломирао је на Катедри за драматургију Факултета Драмских Уметности у Београду, где је био предавач од 1999. године. Године 2006. изабран је у звање доцента, a 2011. у звање ванредног професора.
Био је сценариста, косценариста и сарадник на сценарију за 12 дугометражних играних филмова и два дугометражна документарна филма. Сам је режирао три филма по сопственом сценарију: Сиви камион црвене боје и Жена са сломљеним носем и Бранио сам младу Босну.
Филм Сиви камион црвене боје (2004), који је и режирао, добио је 11 међународних награда на 40 фестивала, укључујући и награду Министарства културе Немачке за најбољи филм, као и 13 награда на домаћим фестивалима.
Године 2007. био је косценариста филма Клопка, првог српског филма који је ушао у ужи избор за награду Оскар, и првог српског сценарија чија су права за римејк откупљена у Холивуду.
Радио је и као сарадник за међународне односе испред Југословенске кинотеке.
Преминуо је након дуге борбе с раком дебелог црева 8. јула 2023. Сахрањен је у Алеји заслужних грађана на Новом гробљу у Београду.
Био је отац две кћерке.

## Филмографија
Дугометражни играни филмови
- Кажи зашто ме остави (1993. ко-сценариста)[4]
- Убиство с предумишљајем (1996. сарадник на сценарију)
- Стршљен (1998. ко-сценариста)
- Небеска удица (2000. ко-сценариста)
- Нормални људи (2001. ко-сценариста)
- Наташа (2001. сценариста)
- Сиви камион црвене боје (2004. режисер и сценариста)
- Едуарт (2007. сарадник на сценарију)
- Клопка (2007. ко-сценариста)
- Љубав и други злочини (2008. ко-сценариста)
- Микро еглима (грчки: Мали злочин) (2008. сарадник на сценарију, супервизор)
- Жена са сломљеним носем (2010. режисер и сценариста)
- Кругови (2013. сценариста)
- Бранио сам Младу Босну (2015. режисер и сценариста)